# Mike Birbiglia
Mike Birbiglia (Shrewsbury, 20 giugno 1978) è un attore, comico, regista e produttore cinematografico statunitense.

## Biografia
Birbiglia nacque a Shrewsbury, Massachusetts, figlio di Mary Jean McKenzie, un'infermiera, e Vincent Paul Birbiglia, un medico. È il più giovane di quattro figli. È in parte di origine italiana ed è stato educato al cattolicesimo. Ha debuttato alla regia con Sleepwalk with Me, basato sul suo one man show. Il film è stato presentato in anteprima al Sundance Film Festival del 2012 e ha vinto il NEXT Audience Award.
Birbiglia è sposato con Jen Stein, il cui pseudonimo è J. Hope Stein, e il cui lavoro è presente in The New One. Hanno una figlia, Oona, nata nel 2015.

## Filmografia parziale
- Amore a mille... miglia (Going the Distance), regia di Nanette Burstein (2010)
- Benvenuti a Cedar Rapids (Cedar Rapids), regia di Miguel Arteta (2011)
- Your Sister's Sister, regia di Lynn Shelton (2011)
- Sleepwalk with Me, regia di Mike Birbiglia (2012)
- Colpa delle stelle (The Fault in Our Stars), regia di Josh Boone (2014)
- Adult Beginners, regia di Ross Katz (2014)
- Annie - La felicità è contagiosa (Annie), regia di Will Gluck (2014)
- Un tranquillo weekend di mistero (Digging for Fire), regia di Joe Swanberg (2015)
- Fuga in tacchi a spillo (Hot Pursuit), regia di Anne Fletcher (2015)
- Un disastro di ragazza (Trainwreck), regia di Judd Apatow (2015)
- Vite da popstar (Popstar: Never Stop Never Stopping), regia di Akiva Schaffer e Jorma Taccone (2016)
- Don't Think Twice, regia di Mike Birbiglia (2016)
- Tramps, regia di Adam Leon (2016)
- Non così vicino (A Man Called Otto), regia di Marc Forster (2022)

## Standup comedy
- Comedy Central Presents: Mike Birbiglia (2004)
- What I Should Have Said Was Nothing (2008)
- Mike Birbiglia: My Girlfriend's Boyfriend, regia di Seth Barrish (2013)
- Thank God for Jokes (2017)
- The New One (2019)
- The Old Man & The Pool (2023)